# Adutiškio - Guntauninkų miškai
Adutiškio - Guntauninkų miškai este o arie protejată (arie de protecție specială avifaunistică — SPA) din Lituania întinsă pe o suprafață de 5.669,92 ha, integral pe uscat.

## Localizare
Centrul sitului Adutiškio - Guntauninkų miškai este situat la coordonatele 55°14′46″N 26°41′02″E / 55.2461°N 26.6839°E.

## Înființare
Situl Adutiškio - Guntauninkų miškai a fost declarat arie de protecție specială avifaunistică în aprilie 2005 pentru a proteja 22 de specii de animale.

## Biodiversitate
Situată în ecoregiunea boreală, aria protejată nu include niciun habitat protejat.
La baza desemnării sitului se află mai multe specii protejate de  păsări (22): minunița (Aegolius funereus), acvilă țipătoare mică (Aquila pomarina), cocoșul de mesteacăn (Bonasa bonasia), buhai de baltă (Botaurus stellaris), buha (Bubo bubo), caprimulg (Caprimulgus europaeus), barză neagră (Ciconia nigra), ciocănitoare cu spate alb (Dendrocopos leucotos), ciocănitoare neagră (Dryocopus martius), șoim de iarnă (Falco columbarius), muscar (Ficedula parva), ciuvică (Glaucidium passerinum), cocor (Grus grus), codalb (Haliaeetus albicilla), sfrâncioc roșiatic (Lanius collurio), ciocârlie de pădure (Lullula arborea), vultur pescar (Pandion haliaetus), viespar (Pernis apivorus), ciocănitoare de munte (Picoides tridactylus), ciocănitoare verzuie (Picus canus), huhurezul mic (Strix uralensis), cocoșul de mesteacăn (Tetrao tetrix tetrix).